# ミディアン (映画)
『ミディアン』（原題：Nightbreed）は、1990年制作のアメリカ合衆国のホラー映画。
クライヴ・バーカー原作のホラー小説「死都伝説」(Cabal)を原作者のバーカー自ら脚本・監督して映画化。ホラー映画監督として有名なデヴィッド・クローネンバーグが殺人鬼役で出演している。
劇場公開版は108分だが、159分のディレクターズ・カット版がある。
日本でのビデオタイトルは『ミディアン/死者の棲む街』。

## あらすじ
アーロン・ブーンは “闇の種族”が棲むという秘密の地下都市“ミディアン”の悪夢に毎晩うなされていた。
ブーンは精神科医フィリップ・デッカーのカウンセリングを受けていたが、実はデッカーは連続殺人鬼で、自分がこれまで犯してきた殺人を全てブーンの仕業にしようと企んでいた。
同じ病院の患者から“ミディアン”が実際に存在する事を聞いたブーンはその死都に向かうが、彼は人間であるため仲間にはなれない。そこへデッカーの策略で出動した警官隊に銃撃されブーンは死に、正式に種族の一員として迎え入れられる。
デッカーはさらに種族と人間とを戦わせようと次なる策略をめぐらせていた…。

## キャスト
- アーロン・ブーン：クレイグ・シェイファー
- フィリップ・デッカー：デヴィッド・クローネンバーグ
- ローリー：アン・ボビー（英語版）
- アイガーマン：チャールズ・ヘイド（英語版）
- ジョイス：ヒュー・クァーシー（英語版）
- ダーク・ライルズバーグ：ダグ・ブラッドレイ